# Liste der österreichischen Staatsmeister im Klettern
Die Liste der österreichischen Staatsmeister im Klettern beinhaltet alle Sieger der österreichischen Staatsmeisterschaften im Klettern der Disziplinen Lead, Boulder und Speed, die vom Österreichischen Wettkletterverband (ÖWK) seit dem Jahr 2005 organisiert wurden. Seit dem Jahr 2019 beinhalten die Staatsmeisterschaften zudem die olympische Kombination als eigene Disziplin.

## Olympische Kombination
Stand: Juni 2024

### Frauen
| Jahr | Ort                   | Siegerin               | Zweite                 | Dritte         |
| ---- | --------------------- | ---------------------- | ---------------------- | -------------- |
| 2019 | Innsbruck             | Jessica Pilz           | Sandra Lettner         | Julia Lotz     |
| 2020 | Innsbruck             | Eva Maria Hammelmüller | Jessica Pilz           | Sandra Lettner |
| 2021 | Innsbruck             | Franziska Sterrer      | Emma Tabernig          | Lea Kempf      |
| 2022 | Innsbruck             | Jessica Pilz           | Eva Maria Hammelmüller | Mattea Pötzi   |
| 2023 | Innsbruck             | Jessica Pilz           | Sandra Lettner         | Mattea Pötzi   |
| 2024 | Klagenfurt, Innsbruck | Jessica Pilz           | Franziska Sterrer      | Flora Oblasser |

### Männer
| Jahr | Ort                   | Sieger         | Zweiter                | Dritter         |
| ---- | --------------------- | -------------- | ---------------------- | --------------- |
| 2019 | Innsbruck             | Jakob Schubert | Nicolai Uznik          | Matthias Erber  |
| 2020 | Innsbruck             | Stefan Scherz  | Georg Parma            | Tobias Plangger |
| 2021 | Innsbruck             | Jan-Luca Posch | Lawrence Bogeschdorfer | Julian Wimmer   |
| 2022 | Innsbruck             | Georg Parma    | Nicolai Uznik          | Andreas Hofherr |
| 2023 | Innsbruck             | Jakob Schubert | Nicolai Uznik          | Stefan Scherz   |
| 2024 | Klagenfurt, Innsbruck | Jakob Schubert | Timo Uznik             | Stefan Scherz   |

## Lead
Stand: März 2024

### Männer
| Jahr | Ort                   | Sieger            | Zweiter                         | Dritter             |
| ---- | --------------------- | ----------------- | ------------------------------- | ------------------- |
| 2005 | Großraming            | Kilian Fischhuber | Thomas Neyer                    | Reinhard Fichtinger |
| 2006 | Graz                  | David Lama        | Jürgen Reis                     | Roland Wagner       |
| 2007 | Dornbirn              | David Lama        | Mario Lechner Kilian Fischhuber |                     |
| 2008 | Großraming            | Thomas Neyer      | Kilian Fischhuber               | David Lama          |
| 2009 | Graz                  | David Lama        | Jakob Schubert                  | Mario Lechner       |
| 2010 | Vöcklabruck           | Max Rudigier      | Thomas Neyer                    | Mario Lechner       |
| 2011 | Imst                  | Jakob Schubert    | Mario Lechner                   | Lukas Köb           |
| 2012 | Graz                  | Jakob Schubert    | Mario Lechner                   | Bernhard Röck       |
| 2013 | Mitterdorf im Mürztal | Jakob Schubert    | Lukas Köb                       | Georg Parma         |
| 2014 | Dornbirn              | Jakob Schubert    | Mario Lechner                   | Georg Parma         |
| 2015 | Wolfsberg             | Georg Parma       | Max Rudigier                    | Matthias Schiestl   |
| 2016 | Dornbirn              | Jakob Schubert    | Max Rudigier                    | Bernhard Röck       |
| 2017 | Innsbruck             | Jakob Schubert    | Max Rudigier                    | Georg Parma         |
| 2018 | Mitterdorf im Mürztal | Jakob Schubert    | Max Rudigier                    | Mathias Posch       |
| 2019 | Innsbruck             | Jakob Schubert    | Matthias Schiestl               | Alfons Dornauer     |
| 2020 | Innsbruck             | Jakob Schubert    | Stefan Scherz                   | Louis Gundolf       |
| 2021 | Innsbruck             | Jakob Schubert    | Mathias Posch                   | Georg Parma         |
| 2022 | Innsbruck             | Georg Parma       | Mathias Posch                   | Nicolai Uznik       |
| 2023 | Innsbruck             | Jakob Schubert    | Stefan Scherz                   | Nicolai Uznik       |
| 2024 | Innsbruck             | Jakob Schubert    | Stefan Scherz                   | Timo Uznik          |

### Frauen
| Jahr | Ort                   | Sieger         | Zweiter                           | Dritter                |
| ---- | --------------------- | -------------- | --------------------------------- | ---------------------- |
| 2005 | Großraming            | Angela Eiter   | Barbara Bacher                    | Gerda Raffetseder      |
| 2006 | Graz                  | Angela Eiter   | Barbara Bacher                    | Katharina Saurwein     |
| 2007 | Dornbirn              | Angela Eiter   | Bettina Schöpf Katharina Saurwein |                        |
| 2008 | Großraming            | Johanna Ernst  | Angela Eiter Barbara Bacher       |                        |
| 2009 | Graz                  | Johanna Ernst  | Christine Schranz                 | Barbara Bacher         |
| 2010 | Vöcklabruck           | Angela Eiter   | Katharina Posch                   | Christine Schranz      |
| 2011 | Imst                  | Angela Eiter   | Johanna Ernst                     | Katharina Posch        |
| 2012 | Graz                  | Johanna Ernst  | Angela Eiter                      | Jessica Pilz           |
| 2013 | Mitterdorf im Mürztal | Magdalena Röck | Jessica Pilz                      | Katharina Posch        |
| 2014 | Dornbirn              | Magdalena Röck | Katharina Posch                   | Jessica Pilz           |
| 2015 | Wolfsberg             | Jessica Pilz   | Katharina Posch                   | Magdalena Röck         |
| 2016 | Dornbirn              | Jessica Pilz   | Magdalena Röck                    | Katharina Posch        |
| 2017 | Innsbruck             | Jessica Pilz   | Katharina Posch                   | Christine Schranz      |
| 2018 | Mitterdorf im Mürztal | Jessica Pilz   | Christine Schranz                 | Magdalena Röck         |
| 2019 | Innsbruck             | Jessica Pilz   | Christine Schranz                 | Magdalena Röck         |
| 2020 | Innsbruck             | Jessica Pilz   | Eva Maria Hammelmüller            | Christine Schranz      |
| 2021 | Innsbruck             | Jessica Pilz   | Julia Fiser                       | Eva Maria Hammelmüller |
| 2022 | Innsbruck             | Jessica Pilz   | Eva Maria Hammelmüller            | Mattea Pötzi           |
| 2023 | Innsbruck             | Jessica Pilz   | Mattea Pötzi                      | Sandra Lettner         |
| 2024 | Innsbruck             | Jessica Pilz   | Flora Oblasser                    | Franziska Sterrer      |

## Boulder
Stand: März 2024

### Männer
| Jahr | Ort                   | Sieger            | Zweiter              | Dritter             |
| ---- | --------------------- | ----------------- | -------------------- | ------------------- |
| 2005 | Hall in Tirol         | Kilian Fischhuber | Heiko Wilhelm        | Martin Hammerer     |
| 2006 | Innsbruck             | Kilian Fischhuber | Lukas Ennemoser      | Roland Wagner       |
| 2007 | Waidhofen an der Ybbs | David Lama        | Kilian Fischhuber    | Kornelius Obleitner |
| 2008 | Innsbruck             | Kilian Fischhuber | Tobias Haller        | Emanuel Moosburger  |
| 2009 | Mayrhofen             | Mario Lechner     | Lukas Ennemoser      | Jakob Schubert      |
| 2010 | Reith im Alpbachtal   | Jakob Schubert    | Kilian Fischhuber    | Mario Lechner       |
| 2011 | Zwettl                | Lukas Ennemoser   | Kilian Fischhuber    | Max Rudigier        |
| 2012 | Kitzbühel             | Kilian Fischhuber | Christian Feistmantl | Lukas Ennemoser     |
| 2013 | Innsbruck             | Kilian Fischhuber | Jakob Schubert       | Lukas Ennemoser     |
| 2014 | Längenfeld            | Kilian Fischhuber | Jakob Schubert       | Lukas Ennemoser     |
| 2015 | Zwettl                | Lukas Ennemoser   | Alfons Dornauer      | Kilian Fischhuber   |
| 2016 | Graz                  | Lukas Ennemoser   | Georg Parma          | Max Rudigier        |
| 2017 | Waidhofen an der Ybbs | Kilian Fischhuber | Alfons Dornauer      | Georg Parma         |
| 2018 | Ried im Innkreis      | Georg Parma       | Jakob Schubert       | Elias Weiler        |
| 2019 | Innsbruck             | Florian Klingler  | Jakob Schubert       | Elias Weiler        |
| 2020 | Innsbruck             | Nicolai Uznik     | Elias Weiler         | Matthias Erber      |
| 2021 | Graz                  | Jan-Luca Posch    | Nicolai Uznik        | Stefan Scherz       |
| 2022 | Innsbruck             | Nicolai Uznik     | Dominik Haertl       | Georg Parma         |
| 2023 | Klagenfurt            | Nicolai Uznik     | Jakob Schubert       | Jan-Luca Posch      |
| 2024 | Klagenfurt            | Jan-Luca Posch    | Timo Uznik           | Andreas Hofherr     |

### Frauen
| Jahr | Ort                   | Sieger             | Zweiter            | Dritter                |
| ---- | --------------------- | ------------------ | ------------------ | ---------------------- |
| 2005 | Hall in Tirol         | Anna Stöhr         | Barbara Bacher     | Martina Harnisch       |
| 2006 | Innsbruck             | Anna Stöhr         | Barbara Bacher     | Katharina Saurwein     |
| 2007 | Waidhofen an der Ybbs | Barbara Bacher     | Katharina Saurwein | Franziska Saurwein     |
| 2008 | Innsbruck             | Anna Stöhr         | Johanna Ernst      | Katharina Saurwein     |
| 2009 | Mayrhofen             | Barbara Bacher     | Sabine Bacher      | Martina Harnisch       |
| 2010 | Reith im Alpbachtal   | Anna Stöhr         | Katharina Saurwein | Katharina Posch        |
| 2011 | Zwettl                | Anna Stöhr         | Katharina Saurwein | Sabine Bacher          |
| 2012 | Kitzbühel             | Katharina Saurwein | Katharina Posch    | Sabine Bacher          |
| 2013 | Innsbruck             | Anna Stöhr         | Jessica Pilz       | Katharina Saurwein     |
| 2014 | Längenfeld            | Katharina Saurwein | Franziska Sterrer  | Jessica Pilz           |
| 2015 | Zwettl                | Jessica Pilz       | Franziska Sterrer  | Anna Vollenwyder       |
| 2016 | Graz                  | Anna Stöhr         | Jessica Pilz       | Franziska Sterrer      |
| 2017 | Waidhofen an der Ybbs | Anna Stöhr         | Berit Schwaiger    | Katharina Saurwein     |
| 2018 | Ried im Innkreis      | Jessica Pilz       | Celina Schoibl     | Mattea Pötzi           |
| 2019 | Innsbruck             | Jessica Pilz       | Mattea Pötzi       | Julia Lotz             |
| 2020 | Innsbruck             | Johanna Färber     | Jessica Pilz       | Eva Maria Hammelmüller |
| 2021 | Graz                  | Franziska Sterrer  | Johanna Färber     | Lea Kempf              |
| 2022 | Innsbruck             | Jessica Pilz       | Johanna Färber     | Lea Kempf              |
| 2023 | Klagenfurt            | Jessica Pilz       | Johanna Färber     | Anna Bolius            |
| 2024 | Klagenfurt            | Jessica Pilz       | Franziska Sterrer  | Flora Oblasser         |

## Speed
Stand: März 2024

### Männer
| Jahr | Ort                   | Sieger               | Zweiter                | Dritter                |
| ---- | --------------------- | -------------------- | ---------------------- | ---------------------- |
| 2005 | Imst                  | Mark Amann           | Andreas Knabl          | Martin Breitwieser     |
| 2006 | Graz                  | Mark Amann           | Jan Haiko              | Roland Wagner          |
| 2007 | Dornbirn              | Mark Amann           | Jan Haiko              | Lukas Köb              |
| 2008 | Großraming            | Mark Amann           | Mario Lechner          | Max Rudigier           |
| 2009 | Graz                  | Mark Amann           | Jan Haiko              | Max Rudigier           |
| 2010 | Vöcklabruck           | Mark Amann           | Max Rudigier           | Peter Putz             |
| 2011 | Imst                  | Mark Amann           | Laurenz Rudigier       | Fabian Leu             |
| 2012 | Imst                  | Thomas Lach          | Mark Amann             | Fabian Leu             |
| 2013 | Mitterdorf im Mürztal | Mark Amann           | Thomas Lach            | Matthias Erber         |
| 2014 | Dornbirn              | Andreas Aufschnaiter | Matthias Erber         | Thomas Lach            |
| 2015 | Gaflenz               | Lukas Knapp          | Matthias Erber         | Laurin Meusburger      |
| 2016 | Gaflenz               | Lukas Knapp          | Matthias Erber         | Thomas Lach            |
| 2017 | Innsbruck             | Andreas Aufschnaiter | Matthias Erber         | Tobias Plangger        |
| 2018 | Mitterdorf im Mürztal | Lukas Knapp          | Tobias Plangger        | Matthias Erber         |
| 2019 | Innsbruck             | Matthias Erber       | Tobias Plangger        | Andreas Aufschnaiter   |
| 2020 | Innsbruck             | Tobias Plangger      | Matthias Erber         | Lawrence Bogeschdorfer |
| 2021 | Innsbruck             | Tobias Plangger      | Lawrence Bogeschdorfer | Lukas Knapp            |
| 2022 | Innsbruck             | Kevin Amon           | Lukas Knapp            | Lawrence Bogeschdorfer |
| 2023 | Innsbruck             | Kevin Amon           | Lukas Knapp            | Lawrence Bogeschdorfer |
| 2024 | Innsbruck             | Kevin Amon           | Lukas Knapp            | Tobias Plangger        |

### Frauen
| Jahr | Ort                   | Sieger              | Zweiter          | Dritter                |
| ---- | --------------------- | ------------------- | ---------------- | ---------------------- |
| 2005 | Imst                  | Stefanie Kofler     | Sabine Knabl     | Regina Knabl           |
| 2006 | Graz                  | Stefanie Kofler     | Martina Harnisch | Katharina Saurwein     |
| 2007 | Dornbirn              | Stefanie Pichler    | Stefanie Kofler  | Pia Meschik            |
| 2008 | Großraming            | Stefanie Pichler    | Stefanie Kofler  | Pia Meschik            |
| 2009 | Graz                  | Stefanie Pichler    | Pia Meschik      | Madeleine Eppensteiner |
| 2010 | Vöcklabruck           | Barbara Bacher      | Alexandra Elmer  | Katharina Bacher       |
| 2011 | Imst                  | Jacqueline Sabutsch | Barbara Bacher   | Yvonne Valtan          |
| 2012 | Imst                  | Stefanie Pichler    | Alexandra Elmer  | Nina Lach              |
| 2013 | Mitterdorf im Mürztal | Stefanie Pichler    | Nina Lach        | Alexandra Elmer        |
| 2014 | Dornbirn              | Alexandra Elmer     | Nina Lach        | Lena Engstler          |
| 2015 | Gaflenz               | Alexandra Elmer     | Nina Lach        | Stefanie Pichler       |
| 2016 | Gaflenz               | Nina Lach           | Laura Stöckler   | Jessica Pilz           |
| 2017 | Innsbruck             | Alexandra Elmer     | Laura Lammer     | Nina Lach              |
| 2018 | Mitterdorf im Mürztal | Laura Lammer        | Alexandra Elmer  | Nina Lach              |
| 2019 | Innsbruck             | Alexandra Elmer     | Laura Stöckler   | Sandra Lettner         |
| 2020 | Innsbruck             | Alexandra Elmer     | Laura Stöckler   | Mona Jenewein          |
| 2021 | Innsbruck             | Laura Stöckler      | Alexandra Elmer  | Franziska Sterrer      |
| 2022 | Innsbruck             | Laura Stöckler      | Alexandra Elmer  | Lisa Dorwekinger       |
| 2023 | Innsbruck             | Johanna Nagl        | Alexandra Elmer  | Lisa Dorwekinger       |
| 2024 | Innsbruck             | Johanna Nagl        | Alexandra Elmer  | Sandra Lettner         |